# Louis Cools-Lartigue
Sir Louis Cools-Lartigue (ur. 1905, zm. 1993) – polityk dominicki.
Od listopada 1967 r. do 3 listopada 1978 r. był gubernatorem Dominiki. Wybrany następnie prezydentem, pełnił obowiązki do 16 stycznia 1979 r. Kolejnym prezydentem był Frederick Eutrope Degazon – po tym, jak opuścił terytorium Dominiki (11 czerwca 1979 r.), Cools-Lartigue pełnił obowiązki prezydenta przez dwa dni (15–16 czerwca 1979 r.), do czasu obrania kolejnego zastępcy (Jenner Bourne Maude Armour).
Zmarł w 1993 roku.